# Беврекен
Беврекен (фр. Beuvrequen) насеље је и општина у североисточној Француској у региону Север-Па д Кале, у департману Па де Кале која припада префектури Булоњ сир Мер.
По подацима из 2011. године у општини је живело 391 становника, а густина насељености је износила 82,32 становника/km². Општина се простире на површини од 4,75 km². Налази се на средњој надморској висини од 57 метара (максималној 93 m, а минималној 3 m).

## Демографија
| 1962. | 1968. | 1975. | 1982. | 1990. | 1999. | 2011. |
| ----- | ----- | ----- | ----- | ----- | ----- | ----- |
| 234   | 237   | 313   | 306   | 322   | 392   | 391   |

График промене броја становника у току последњих година